# Steiff

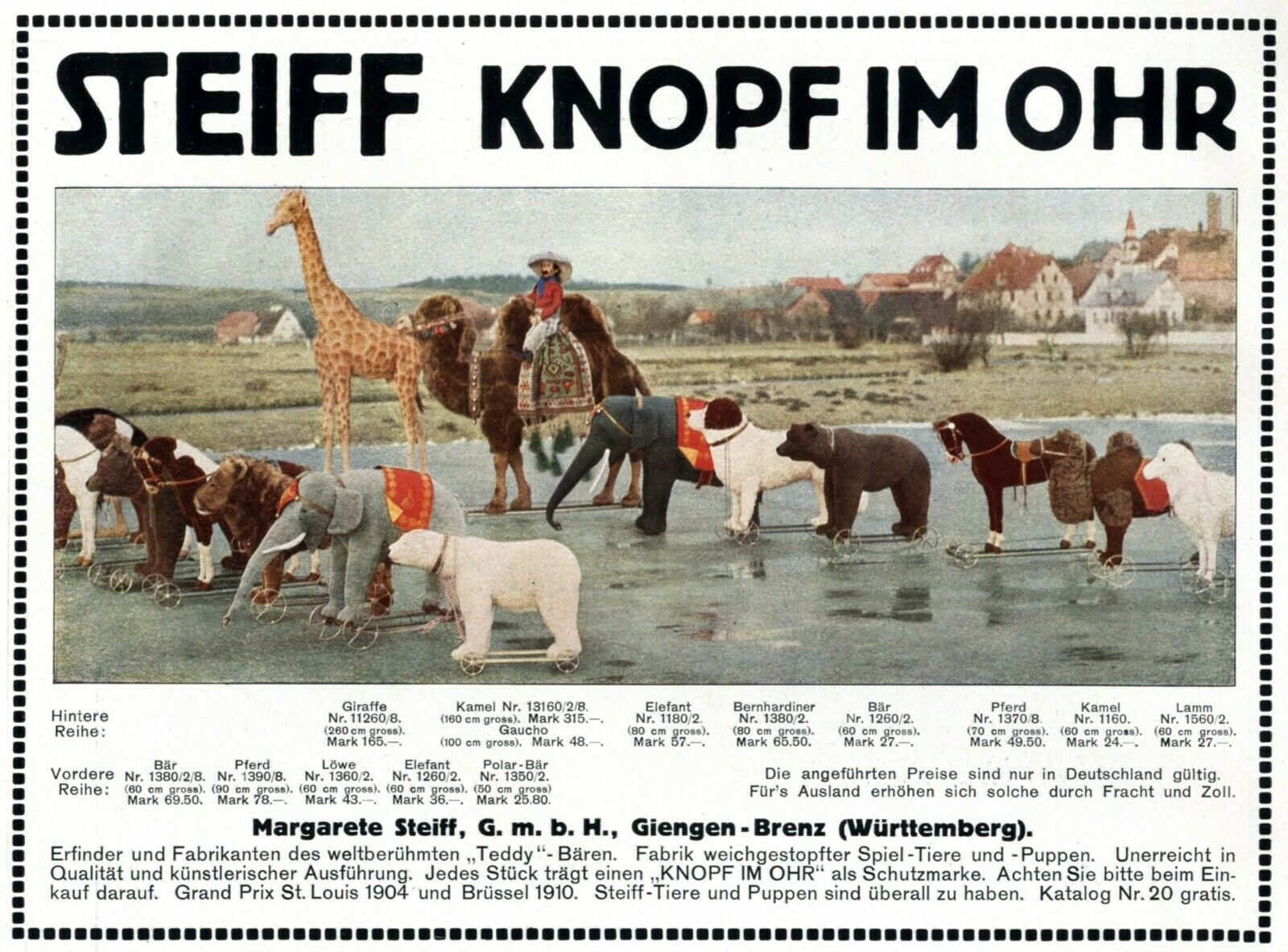
Slogan de l'entreprise "Knopf im Ohr", figurant sur l'oreille de chaque peluche.

Steiff est un fabricant de jouets allemand. L'entreprise est située à Giengen an der Brenz, dans le Bade-Wurtemberg (arrondissement de Heidenheim). Elle fut fondée par Margarete Steiff au début du XXe siècle et continue d'exercer ses activités, spécialisées dans les animaux en peluche, le plus souvent à base de mohair. Un musée Steiff a été ouvert à Giengen. En 2002, l'un des nouveaux modèles d'ours en peluche a été dessiné par James Rizzi.

## Description

### Caractéristiques
La particularité des jouets Steiff est leur double identification : le nom de la marque est fixé sur l'oreille gauche de l'animal en peluche (ou ailleurs, à défaut, par exemple sur la nageoire pour le poisson « Flossy » ou sur l'aile pour la chouette « Wittie ») et chacun de ces animaux porte un médaillon où est inscrit le nom du modèle : l'écureuil « Perri », le fennec « Xorry », le hérisson « Micki »…
En 2008, un ourson à l'effigie de Karl Lagerfeld a été créé.

### L'ours « Zotty »

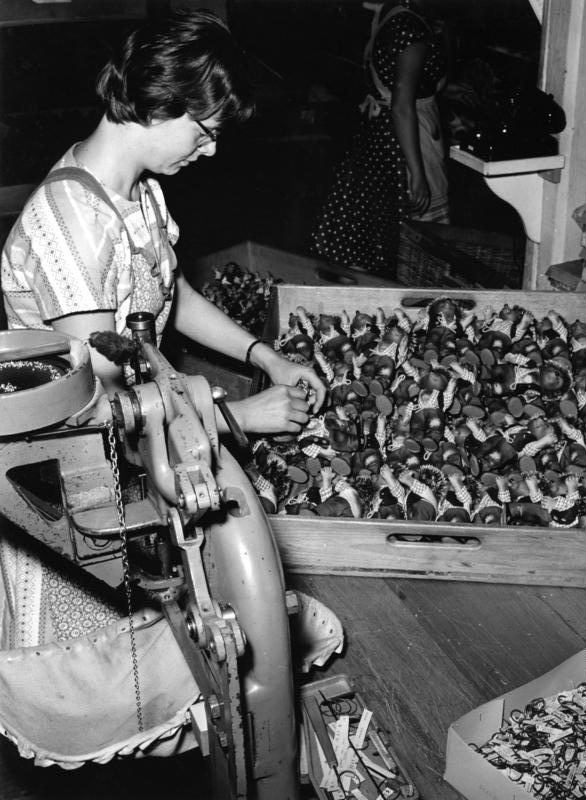
La fabrique Steiff en 1960

« Zotty » est le nom de l'un de ces jouets. Il s'agit d'un ours en peluche qui, depuis 1951, n'a cessé d'être produit et de figurer dans le catalogue de l'entreprise en différentes versions et différentes tailles. Il est caractérisé par une épaisse fourrure velue, souvent en peluche de mohair, une grande tête ronde avec la gueule ouverte et le devant de la poitrine en couleur, le plus souvent en couleur pêche. Dans les plus grands modèles le reste de la fourrure rappelle par sa couleur la fourrure brune argentée des grizzlys. 
En 1960-1961 on produisait également cet ours avec le blanc comme couleur dominante et en deux tailles. Les « Zotty » sont démontables, c'est-à-dire que les bras, les jambes et la tête sont amovibles. Beaucoup d'ours sont équipés d'une voix qu'on peut entendre lorsqu'on presse sur eux ou qu'on les met dans un certain sens (on parle aussi de voix à bouche fermée). Depuis les années 1950 et 1960 les ours « Zotty » font partie des plus populaires en Allemagne, et aujourd'hui encore les ours qui sont restés en bon état, particulièrement les exemplaires blancs, sont des objets de collection recherchés.